# Seven Springs of Apink
Seven Springs of Apink là mini-album đầu tay của nhóm nhạc nữ Hàn Quốc Apink. Nó được phát hành vào ngày 19 tháng 4 năm 2011. Bài hát "I Don't Know" và "It Girl" được sử dụng để quảng bá cho EP này.

## Phát hành
Hoạt động quảng bá cho "I Don't Know" bắt đầu vào ngày 21 tháng 4 năm 2011, trên Mnet M! Countdown.

## Danh sách bài hát
| STT              | Nhan đề                          | Phổ lời          | Phổ nhạc                             | Thời lượng |
| ---------------- | -------------------------------- | ---------------- | ------------------------------------ | ---------- |
| 1.               | "Seven Springs of Apink"         | G.NA             | Super Changddai, Bae Youngho         | 1:44       |
| 2.               | "I Don't Know" (몰라요; Mollayo) | Super Changddai  | Super Changddai                      | 3:42       |
| 3.               | "It Girl"                        | Kim Gunwoo       | Kim Gunwoo, Songgihong in BlueBridge | 3:23       |
| 4.               | "Wishlist"                       | Shinsadong Tiger | Shinsadong Tiger                     | 3:33       |
| 5.               | "Boo"                            | Super Changddai  | Super Changddai                      | 3:08       |
| Tổng thời lượng: | Tổng thời lượng:                 | Tổng thời lượng: | Tổng thời lượng:                     | 15:30      |

## Xếp hạng
| Bảng xếp hạng    | Vị trí cao nhất |
| ---------------- | --------------- |
| Gaon album chart | 6               |

### Doanh số và chứng nhận
| Nhà cung cấp (2011 - 2015) | Số lượng |
| -------------------------- | -------- |
| Gaon physical sales        | 16.365+  |